# Diclidurus ingens
El gran murciélago fantasma o fantasma mayor (Diclidurus ingens) es una especie de quiróptero que habita en el norte de Sudamérica, en bosques húmedos de las tierras bajas, habiéndose encontrado hasta ahora al occidente y sur de Colombia, en Venezuela, Guyana y el centro-norte de Brasil.

## Descripción
En promedio, la longitud total alcanza 10,2 cm, de los cuales 2,5 cm corresponden a la cola y 76,7 cm a al cuerpo con la cabeza; la longitud del antebrazo 7 cm, la envergadura de las alas 32,2 cm. Pesa alrededor de 16,5 g. El pelaje es sedoso y largo, mayoritariamente blanco, se presenta bicolor con bases castaña grisácea en el vientre y pintas rosadas en el dorso. El rostro muestra machas castañas a rosadas. La piel de las alas es rosadas y presenta mechones blancos en el antebrazo y el primer dígito.

## Alimentación
Es insectívoro. Caza sobre el agua o en espacios abiertos. En los lugares poblados se acerca en la noche a la iluminación volando, para buscar alimento.